# Tohi à face blanche
Melozone biarcuata
Espèce
Synonymes
- Melozone biarcuatum

Répartition géographique
Statut de conservation UICN

 LC  : Préoccupation mineure
Le Tohi à face blanche (Melozone biarcuta) est une espèce d'oiseaux appartenant à la famille des Passerellidae.